# Västerviks IK
Västerviks IK (w skrócie VIK) – szwedzki klub hokeja na lodzie z siedzibą w Västervik.